# Wildflower (TV-serie)
Wildflower är en filippinsk TV-serie som sändes på ABS-CBN från 13 februari 2017 till 9 februari 2018. Maja Salvador spelar en av huvudrollerna.